# Treach
Anthony Criss (2 de diciembre de 1970), más conocido como Treach, es un rapero y actor estadounidense. Es el líder del grupo de rap Naughty by Nature.

## Carrera
Con Naughty by Nature, Treach trabajó con sus compañeros Vin Rock y DJ Kay Gee. En ocasiones compartía versos en canciones con Vin Rock, especialmente en los primeros álbumes del grupo. Ejemplos de ello son los sencillos más conocidos del segundo álbum del grupo, como "O.P.P." y "Everything's Gonna Be Alright".
Su cincelado físico le ayudó a conseguir papeles en películas de delincuencia y románticas, y en series de televisión.

## Discografía
Álbumes de estudio con Naughty by Nature:
- 1989: The Independent Leaders (lanzado con el nombre de The New Style)
- 1991: Naughty by Nature
- 1993: 19 Naughty III
- 1995: Poverty's Paradise
- 1999: Nineteen Naughty Nine: Nature's Fury
- 2002: IIcons

Colaboraciones:
- 1995: Scream (Naughty Remix) - Michael Jackson & Janet Jackson con Treach

## Filmografía
- The Art of War III: Retribution (2009)
- Before I Self Destruct (2009)
- Law & Order: Criminal Intent episodio "Salome in Manhattan" (2009)
- Ca$h Rules (2008)
- A Day In The Life (2007)
- Connors War (2006)
- Park (2006)
- Los Soprano episodio "The Fleshy Part of the Thigh" (2006)
- Feast (2005)
- Today You Die (2005)
- El Chupacabra (2003)
- Playa's Ball (2003)
- Conviction (2002)
- Love and a Bullet (2002)
- Book of Love (2002)
- Fastlane (Serie de televisión) (2002)
- Face (2002)
- Empire (2002)
- Third Watch (Serie de televisión) (2002-2003)
- Soul Food: The Series, 2 episodios (2001–2002)
- Oz, 3 episodios (1999)
- First Time Felon (1997)
- Jason's Lyric (1994)
- The Meteor Man (1993)
- Juice (1992)